# 国鉄サロハ66形電車
サロハ66形は、かつて日本国有鉄道（国鉄）およびその前身である鉄道省に在籍した電車である。
車体長20m級の二等三等合造付随車に与えられた形式で、オリジナルは32系に属するが、後に52系に属する車両が増備された。サロハ46形との差異は、便所の有無である。
1. 66001 - 66013 : 1930年（昭和5年）から1931年（昭和6年）にかけて横須賀線用に製造されたサロハ46形（46001 - 46013）を1935年（昭和10年）に、便所取付けにより改形式したもの。詳細は国鉄32系電車#便所の取付けを参照。1944年（昭和19年）、戦時改造により全車がサハ78形に改造され消滅。
2. 66014, 66015 : 1930年にかけて横須賀線用に製造されたサロ45形2両（45001, 45002）を1935年に、半室格下げおよび便所取付けにより改形式したもの。詳細は国鉄32系電車#サロ45形をサロハ66形に改造を参照。1944年、戦時改造により全車がサハ78形に改造され消滅。
3. 66016, 66017 : 1936年に製造された関西急電用の車両で、52系に属する第2次流電の1両。詳細は国鉄52系電車#第2次車を参照。1943年、戦時改造によりサハ48形（48034, 48035）に改番。
4. 66018, 66019 : 1937年に製造された関西急電用の車両で、52系に属する第3次流電の1両。詳細は国鉄52系電車#第3次車を参照。戦時中も格下げされなかったが、1952年、クハ47形（47021, 47022）に改造され、同時に形式消滅。
5. 66020 : 1935年に製造された関西急電用の車両で、52系に属する第1次流電の1両（46018）。詳細は国鉄52系電車#第1次車を参照。1937年、便所取付けにより本形式に編入された。1943年、戦時改造によりサハ48形（48036）に改番。